# Cathédrale Saint-Gatien de Tours
La cathédrale Saint-Gatien de Tours est une cathédrale catholique romaine, située à Tours dans le Vieux-Tours, en Indre-et-Loire. Dédiée à saint Gatien, le premier évêque de Tours, elle est le siège de l'archidiocèse de Tours et la cathédrale métropolitaine de la province ecclésiastique de Tours.
Elle a été classée monument historique par liste de 1862.

## Généralités
La cathédrale Saint-Gatien a été construite entre 1170 et 1547, après la première cathédrale Saint-Maurice qui a été édifié  de 337 à 371.
Lors de sa création, elle était située presque au débouché du pont franchissant la Loire contrôlé par le château de Tours, sur la route reliant Paris au sud-ouest de la France. Elle fait l’objet d’un classement au titre des monuments historiques par la liste de 1862.

## Évolution monumentale

### Historique

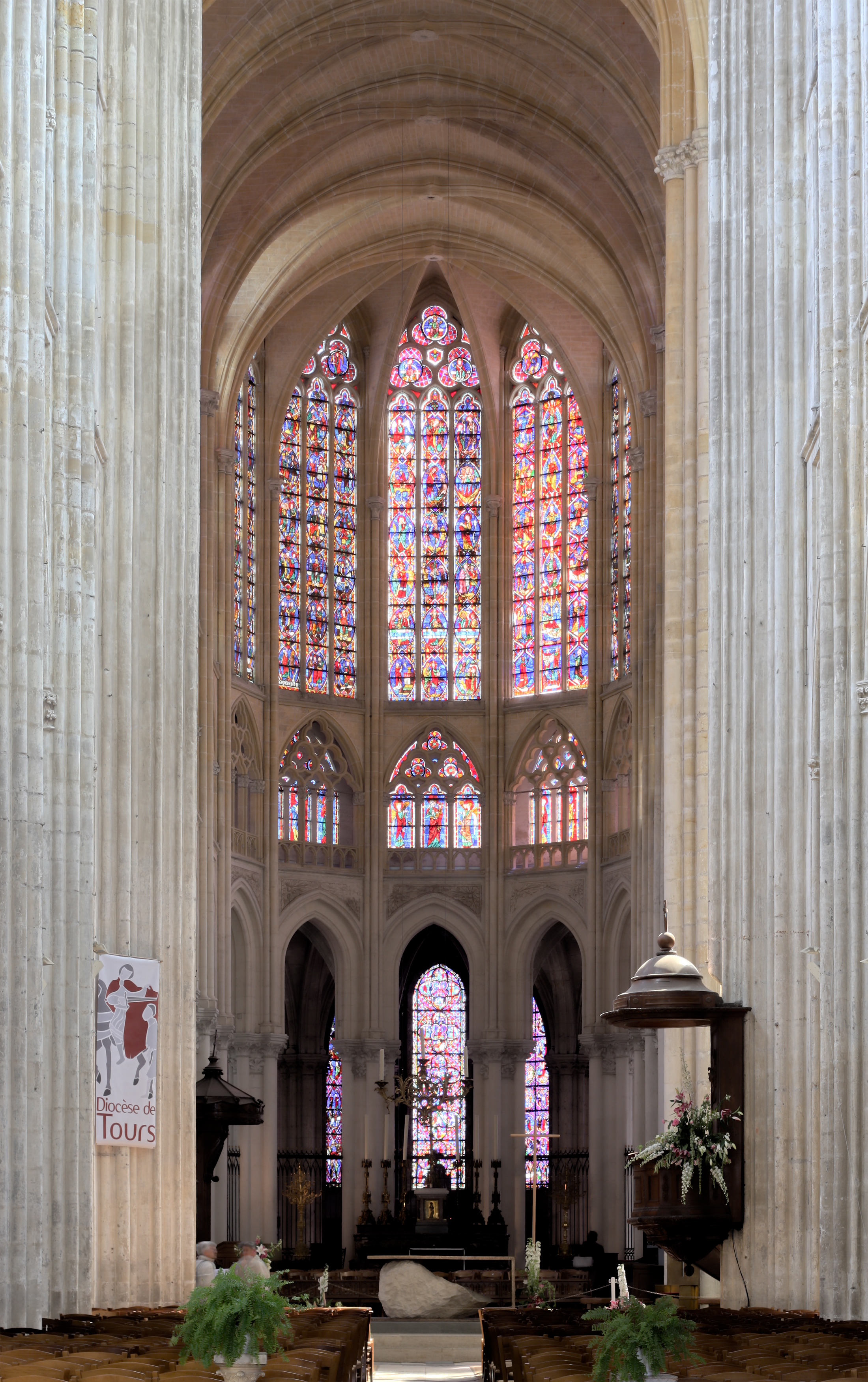
La nef et le chœur.

La première cathédrale Saint-Maurice a été édifiée par Lidoire, évêque de Tours de 337 à 371 et prédécesseur de Martin. Incendiée en 561, elle est restaurée par Grégoire de Tours et dédicacée en 590. Du fait de son emplacement, à l'angle sud-ouest du castrum, et de son orientation à l'est, l'accès se faisait, sinon au travers de l'enceinte tardo-antique, du moins en baïonnette depuis la voie traversant la cité ; une telle configuration est rare. La cathédrale de Tours est reconstruite au cours du deuxième quart du XIIe siècle et est incendiée en 1166 lors des luttes entre Louis VII de France et Henri II d'Angleterre, comte d'Anjou. On ne connaît pas le plan de cet ancien édifice.
La cathédrale actuelle remplace cet édifice roman. La première campagne a concerné le croisillon sud et les tours, dès 1170. La reconstruction du chœur est traditionnellement placée entre 1236 et 1279. Plus récemment, la datation des parties basses a été envisagée vers 1220-30, la pose de la charpente des vitraux du triforium vers 1245-55. Ce chantier aurait alors joué un rôle important dans la définition d'un style ligérien propre au sein du courant gothique.
C'est la nef qui a demandé le plus de temps pour son édification. L'architecte Simon du Mans reconstruit le transept et entame la nef, dont six travées, bas-côtés et chapelles sont édifiés au XIVe siècle — les deux premières travées correspondent à celles de l'ancienne cathédrale romane et remontent au XIIe siècle.
La nef n'est achevée qu'au XVe siècle par les architectes Jean de Dammartin, Jean Papin et Jean Durand, grâce aux libéralités accordées par Charles VII et le duc de Bretagne Jean V. À l'occasion de l'édification du bâtiment actuel, la nef a donc été allongée vers l'ouest et les tours encadrant l'entrée sont élevées en dehors de l'ancienne cité, accentuant la particularité de l'édifice mentionnée supra ; l'enceinte tardo-antique est visible en coupe à l'arrière des tours depuis le nord. En 1356, la cathédrale reçoit le nouveau vocable de Gatien.
Avec la façade s'achève le grand projet de reconstruction de la cathédrale, commencée deux siècles plus tôt. Sa construction s'étend du début du XVe siècle au milieu du XVIe siècle. Elle est l'un des rares grands chantiers religieux français de cette période. Son parti très élancé est assez inhabituel, étant structuré par les grandes lignes verticales des deux tours, mais peu recoupé horizontalement, comme dans les façades harmoniques du gothique classique. Elle est surtout remarquable par l'opulence de sa décoration sculptée. Plusieurs architectes se succèdent, mais ce sont les choix de Jean de Dampmartin entre 1430 et 1470, qui s'avèrent déterminants. Après un ralentissement, le soutien financier de certains chanoines et l'influence à Rome du cardinal de Bourdeilles, archevêque dans les années 1470, va permettre de trouver les fonds nécessaires à la poursuite du chantier .
Elle a perdu les grandes statues des piédroits, détruites en grande partie au cours des guerres de religion en 1562. Mais elle demeure une des plus extraordinaires créations du gothique flamboyant dans ce qu'il a de plus exubérant, véritable dentelle de pierre sans guère d'équivalent, chef-d'œuvre décoratif de premier plan. Les tours sont élevées dans la première moitié du XVIe siècle : la tour nord a été édifiée en 1507 par Pierre de Valence, et la tour sud entre 1534 et 1547 par Pierre Gadier.

Façades de la cathédrale
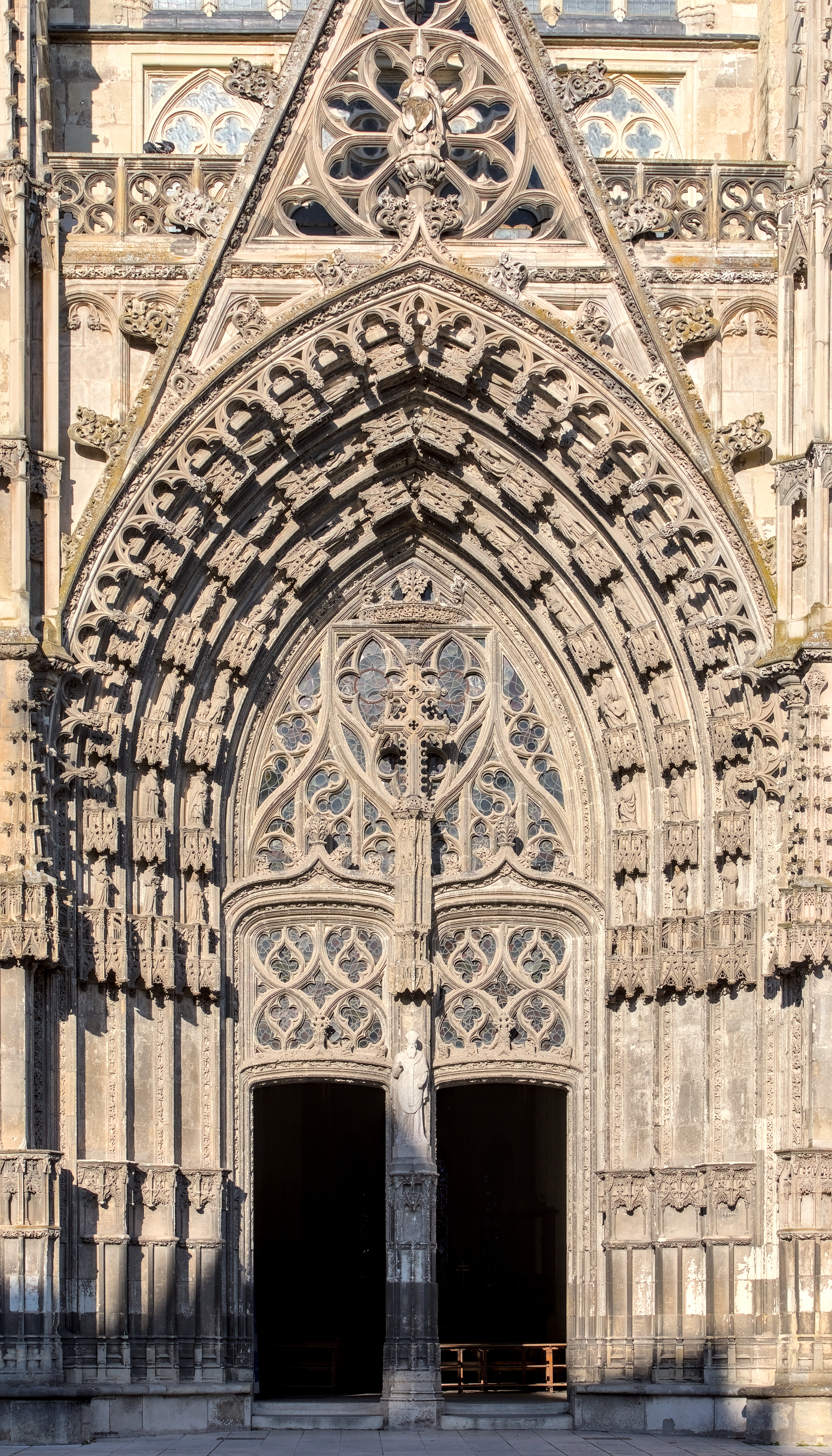
Portail principal.
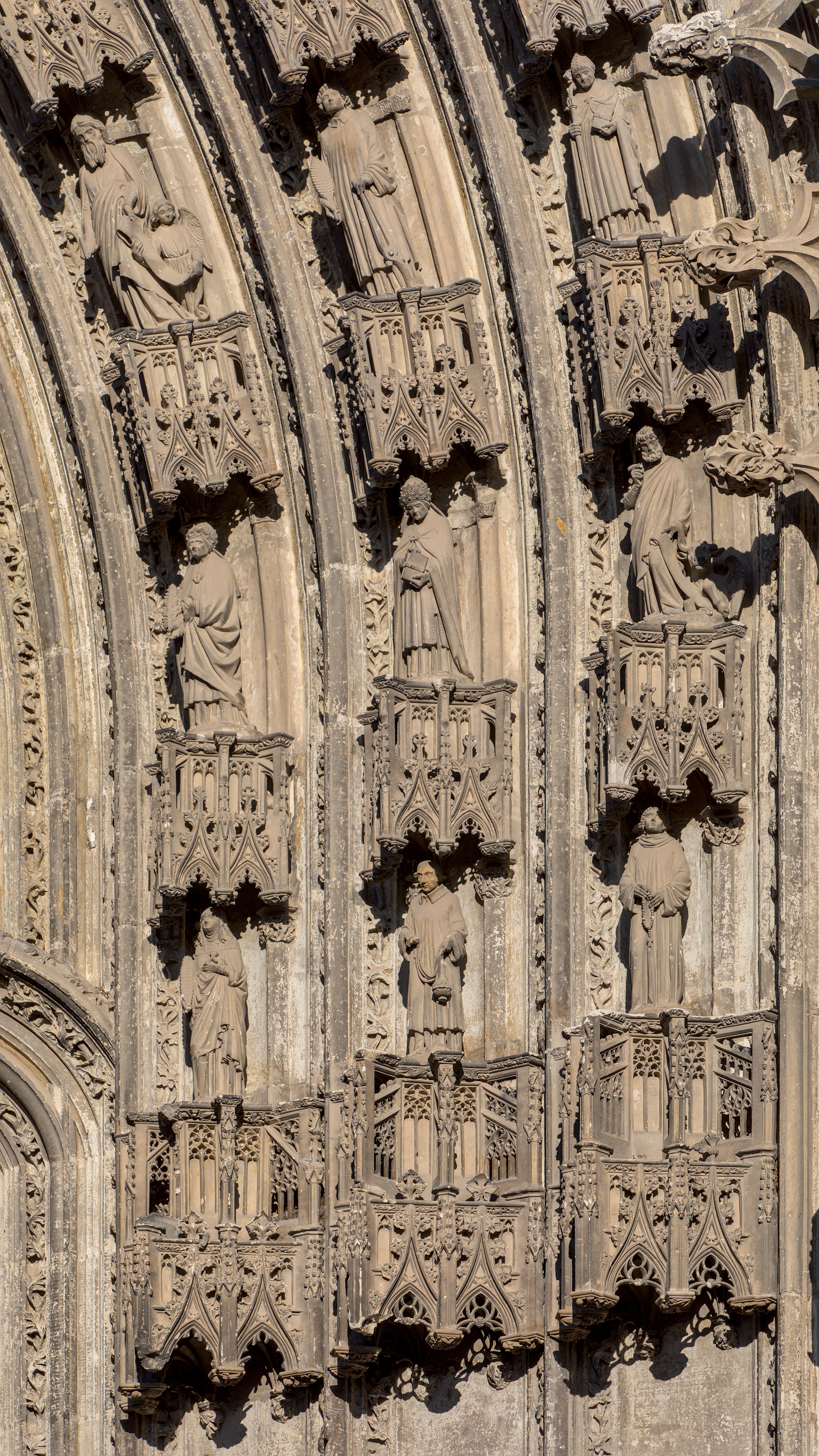
Statues de saints sur la partie sud de la voussure du portail central.
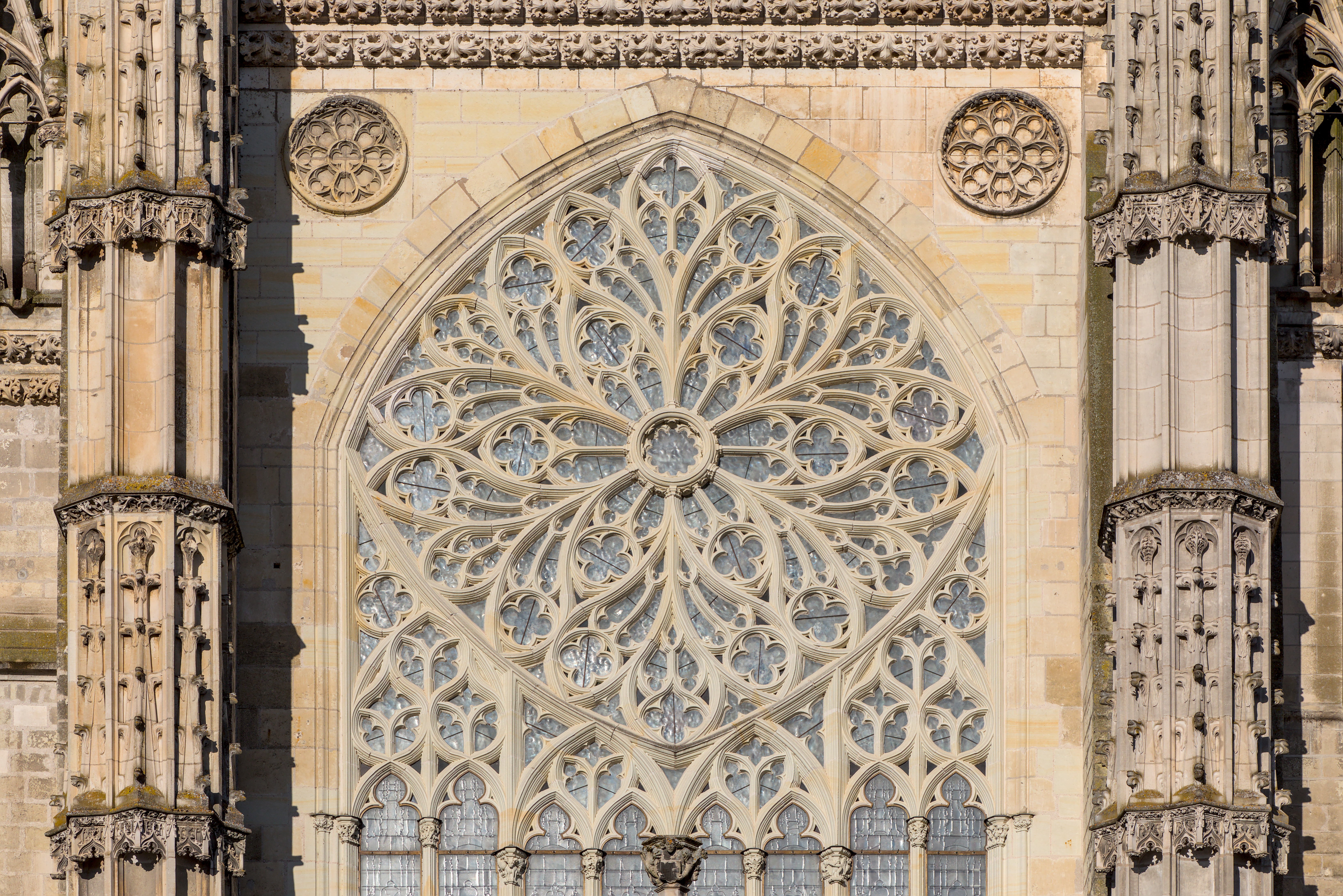
Rosace de la façade principale.
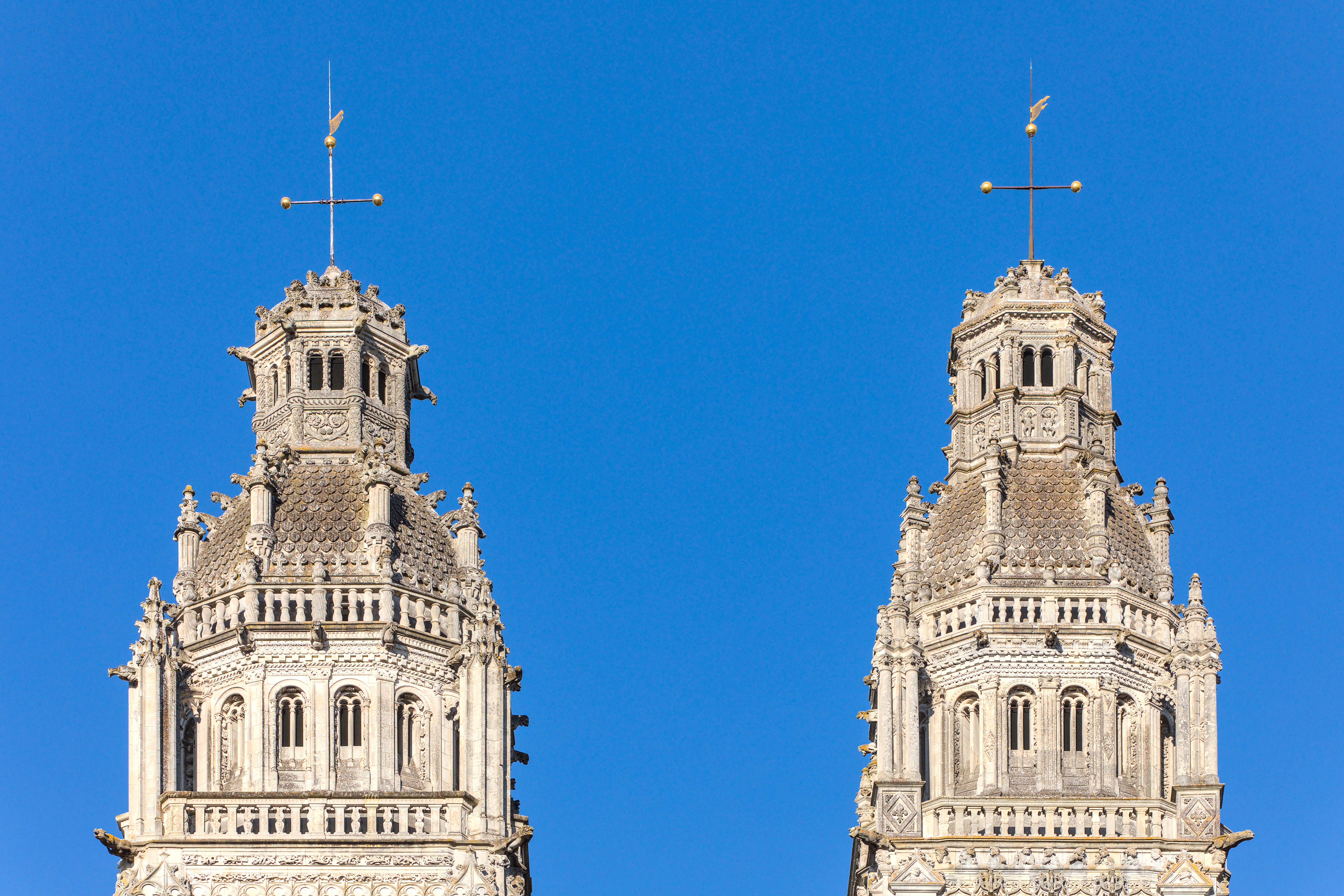
Les tours.
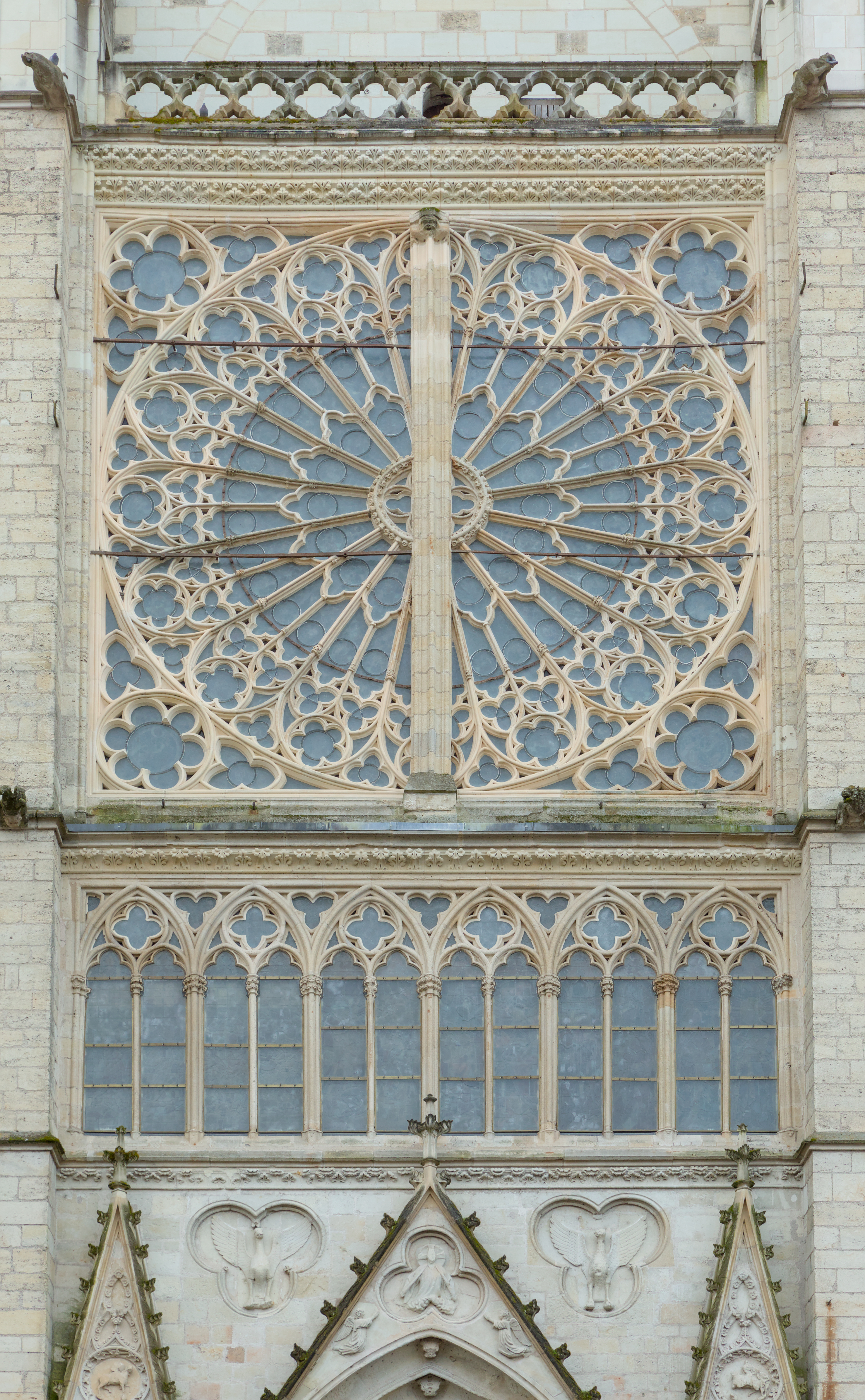
Partie centrale du transept nord : rosace, fenêtres et partie haute du portail.
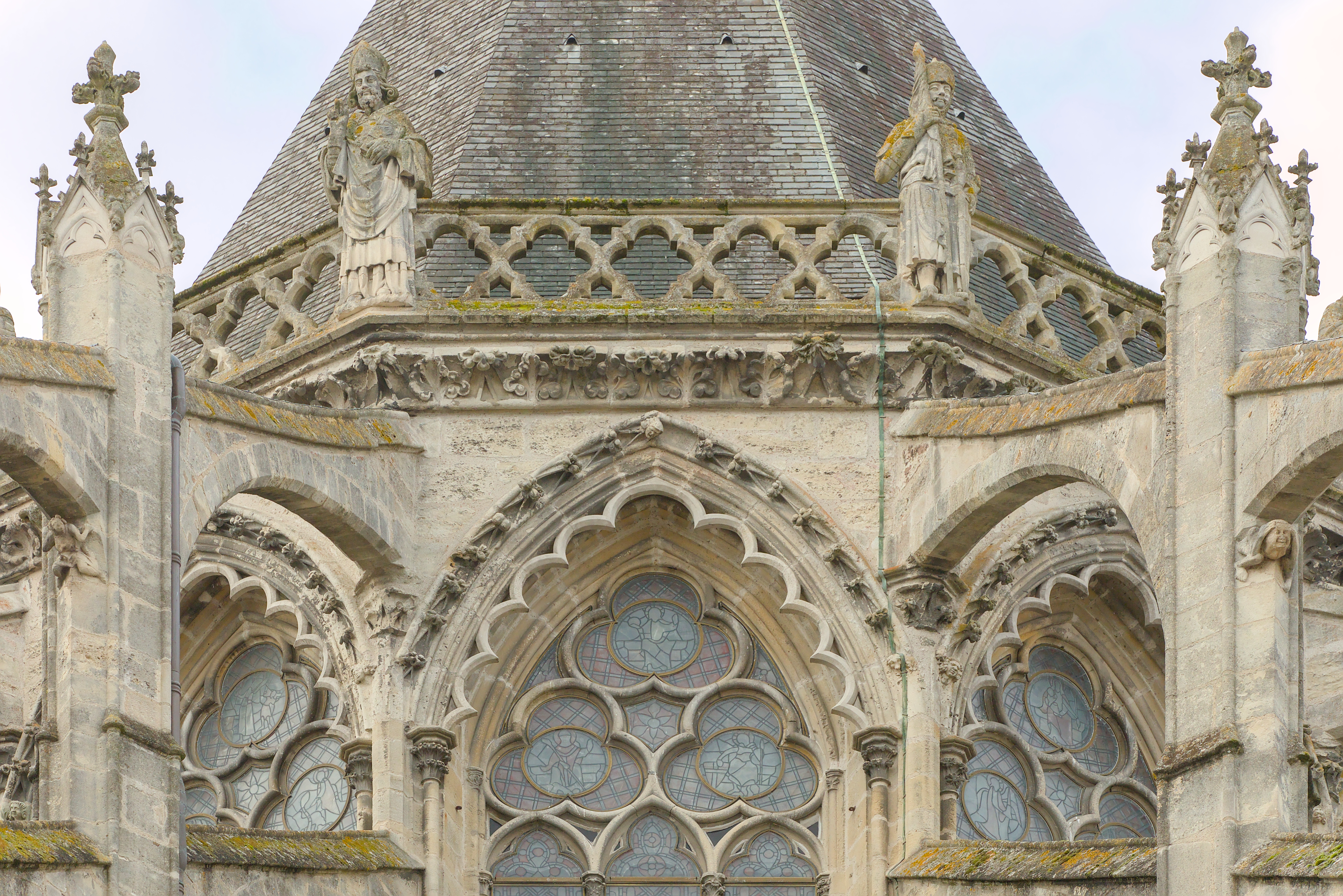
Détails du chevet.
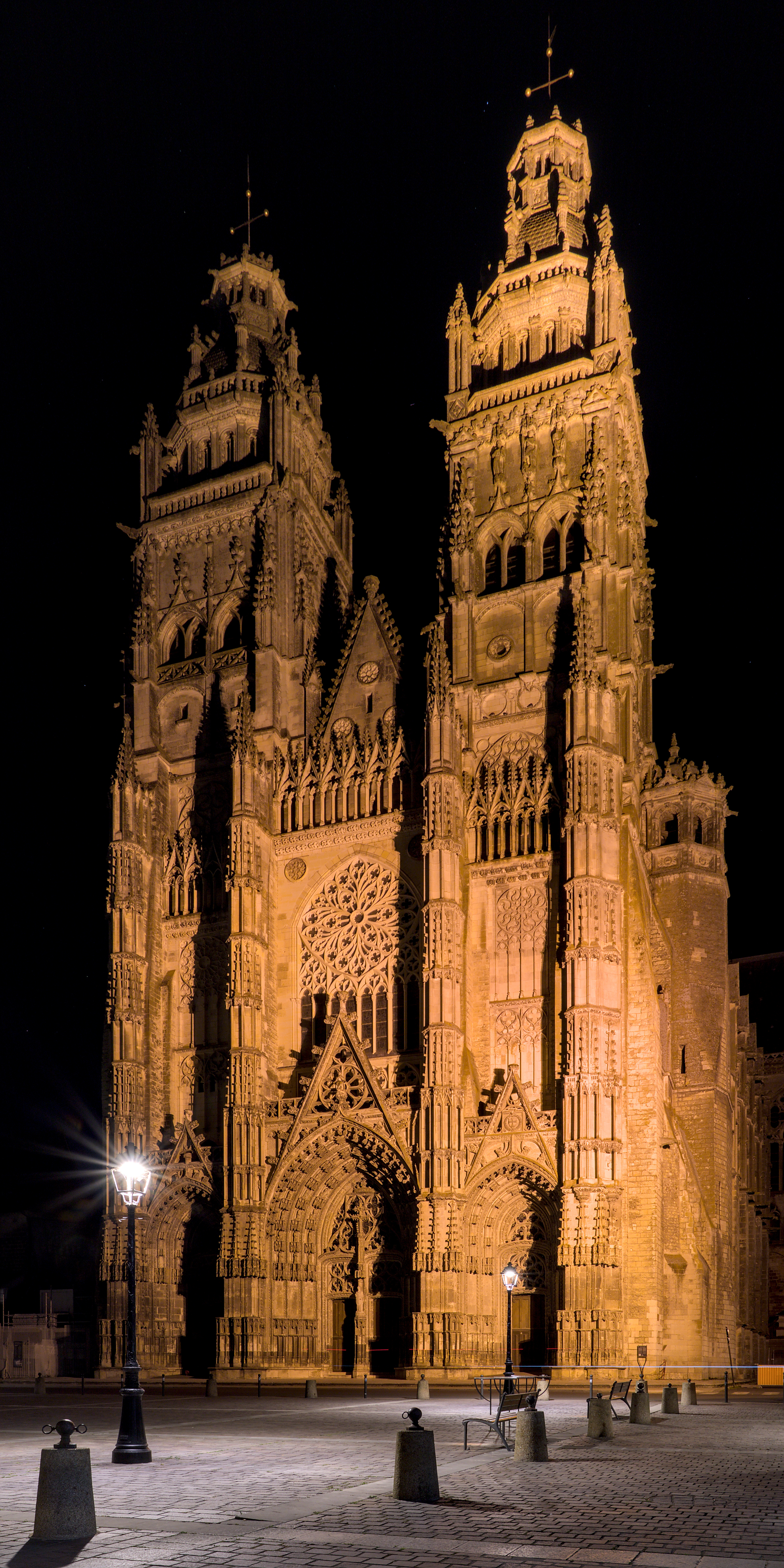
La façade principale de nuit.

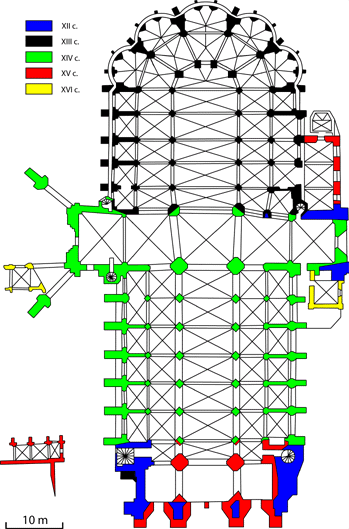
Plan de la cathédrale de Tours.

### Caractéristiques
- Longueur totale : 100 m
- Largeur : 28 m
- Largeur du transept : 46 m
- Hauteur sous les voûtes : 29 m (37,50 m à Chartres)
- Hauteur sous les bas-côtés : 11 m
- Hauteur de la tour nord : 68 m
- Hauteur de la tour sud : 69 m

Sa construction ayant été particulièrement lente, elle présente un ensemble très complet d'architecture religieuse française du XIIe au XVIe siècle. Ainsi, la base et les contreforts des tours sont d'époque romane, l'ornementation générale est du pur gothique, rayonnant et flamboyant, et les sommets des deux tours sont dans le style Renaissance du début du XVIe siècle.

### Vitraux
Sur le plan architectural, Saint-Gatien, pourtant très bel édifice, n'est peut-être pas reconnue comme une des cathédrales gothiques majeures de la France. Mais elle possède un joyau exceptionnel : sa collection de vitraux. Les plus beaux, éblouissants, ornent les chapelles du déambulatoire et les fenêtres hautes du chœur. C'est un des plus parfaits ensembles du XIIIe siècle (vitraux à médaillons) existant en Europe, complet, intact, multicolore, très varié. Il faut ajouter les deux roses du transept, du XIVe siècle, ainsi que ceux de la nef et de la façade, du XVe. Un autre beau vitrail du XVe siècle orne une des chapelles du bas-côté sud. C'est aussi une sorte de conservatoire des vitraux tourangeaux, le chapitre ayant acquis à la fin du XVIIIe siècle et au début du XIXe siècle des vitraux provenant des églises détruites de la ville, comme Saint-Julien et Saint-Martin. Ils se trouvent aujourd'hui surtout dans les déambulatoires.
Entre 1841 et 1863, l'atelier Lobin est chargé de restaurer et remonter les vitraux anciens. Certains panneaux, jugés incompatibles avec le projet de restauration, passèrent dans le commerce d'art. Un ensemble sur la Création fut racheté en 1916 et placé dans une chapelle latérale sud. D'autres ont été identifiés dans certains musées américains.
À l'occasion de la restauration du bras nord du transept, lancée en 2009, il a été décidé de mettre en place des vitraux dans les quatre grandes fenêtres du bras du transept, qui en étaient dépourvues. À la suite d'un concours de 2011, le projet choisi a été celui de Gérard Collin-Thiébaut, artiste vivant en Franche-Comté, et du maître verrier Pierre-Alain Parot installé en Bougogne. Ces verrières contemporaines développent et renouvellent la thématique liée à saint Martin.

Vitraux de la cathédrale
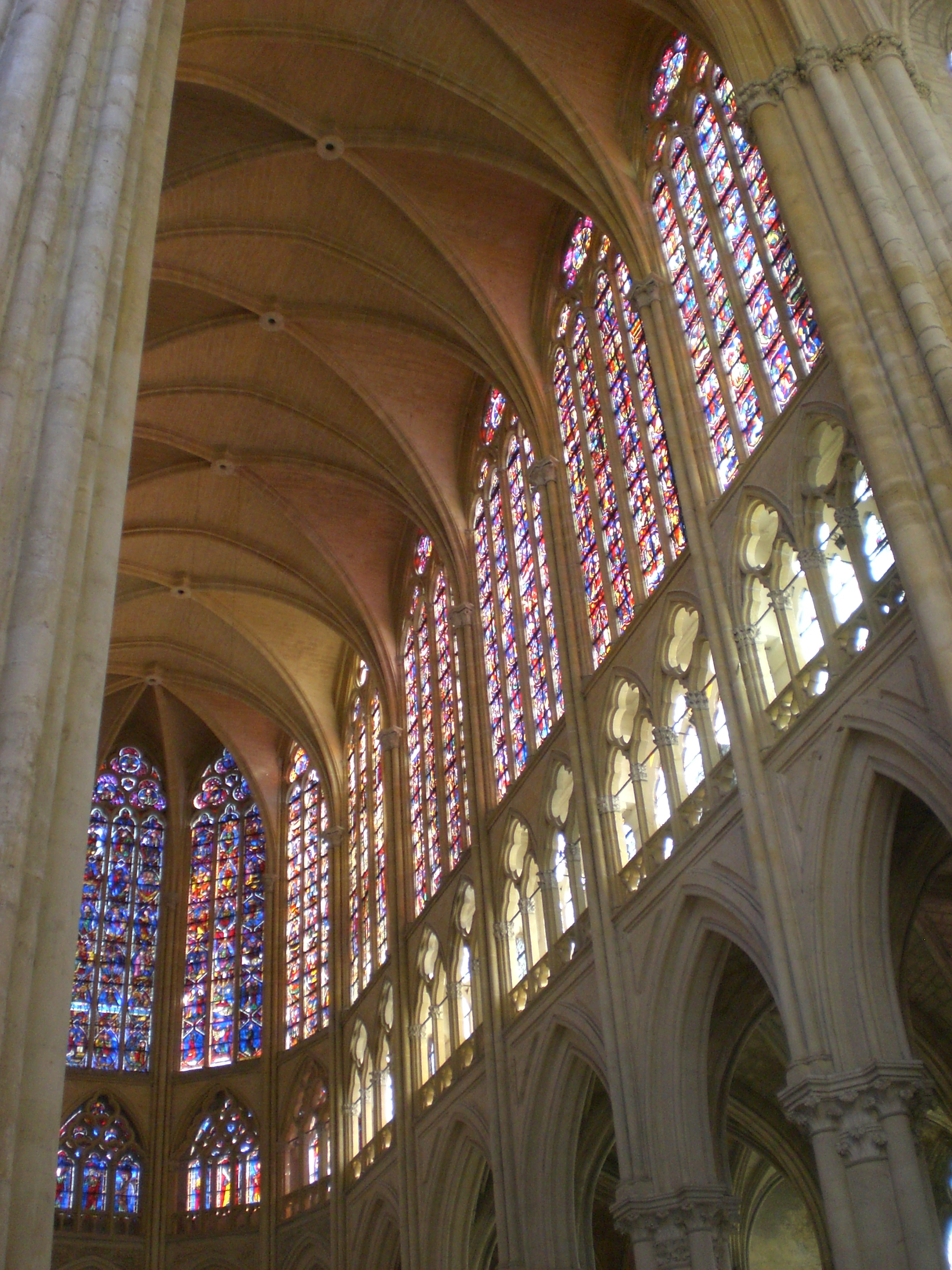
Vitraux du chœur.
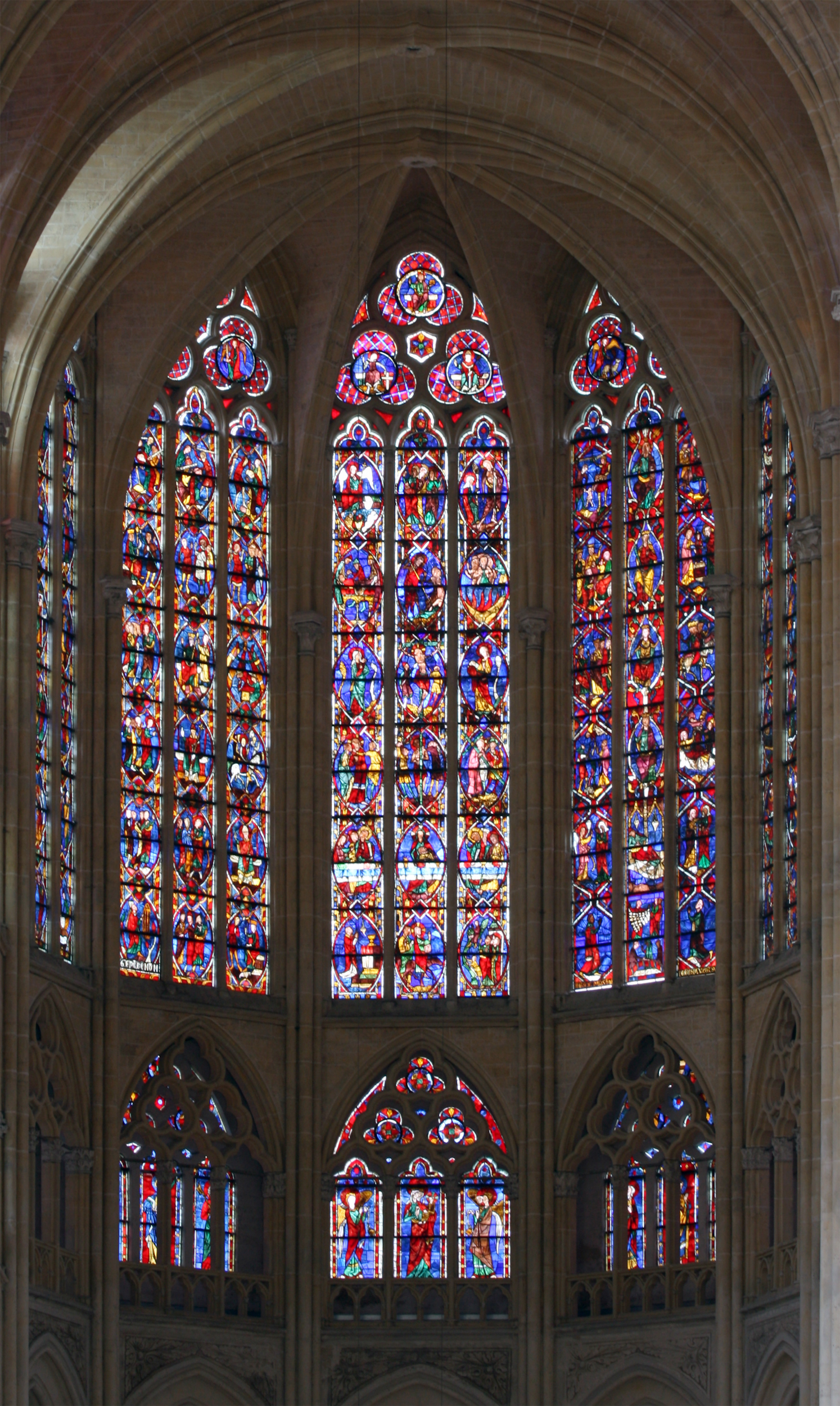
Vitraux de l'abside du chœur.
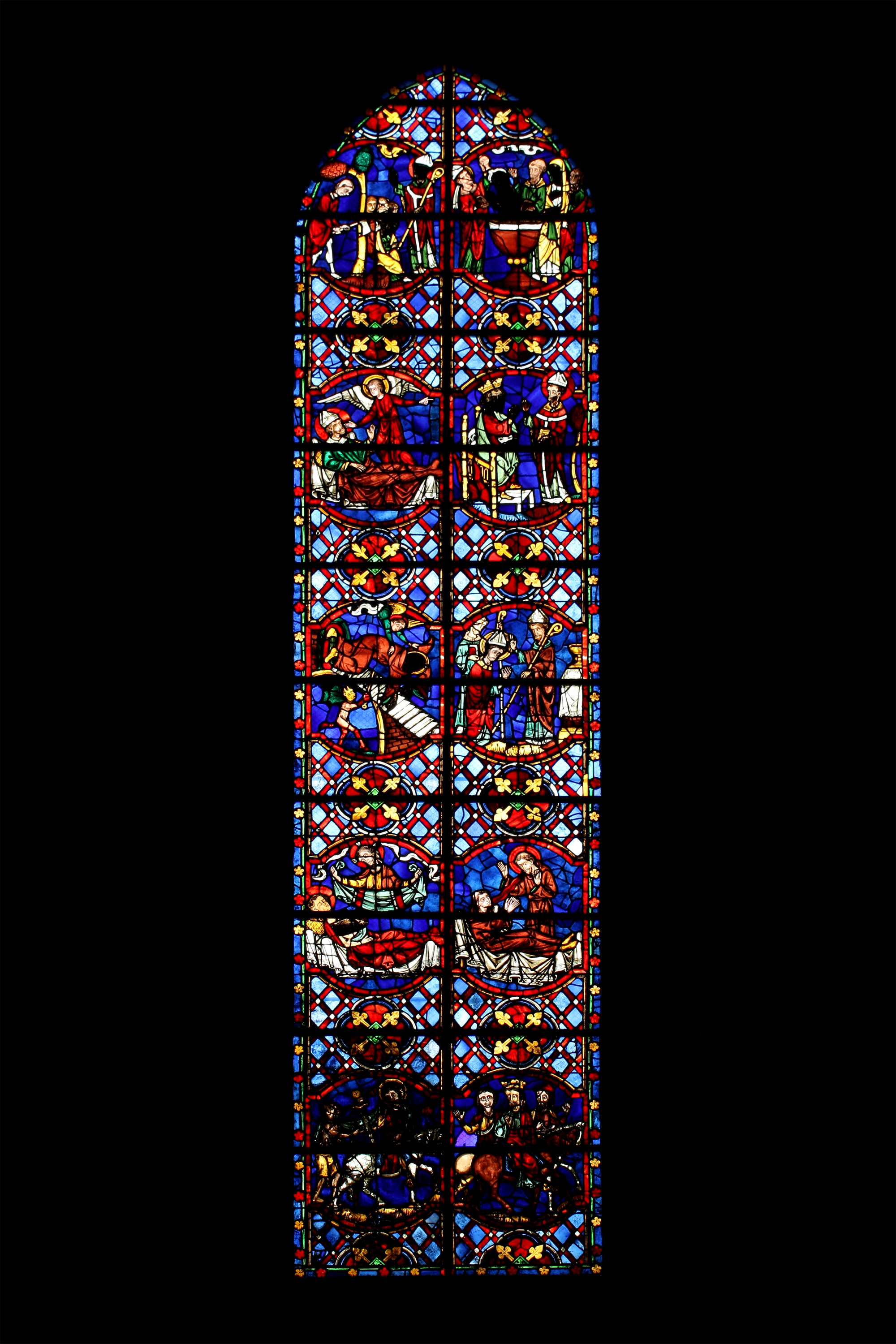
La verrière de Saint Martin (XIVe siècle).
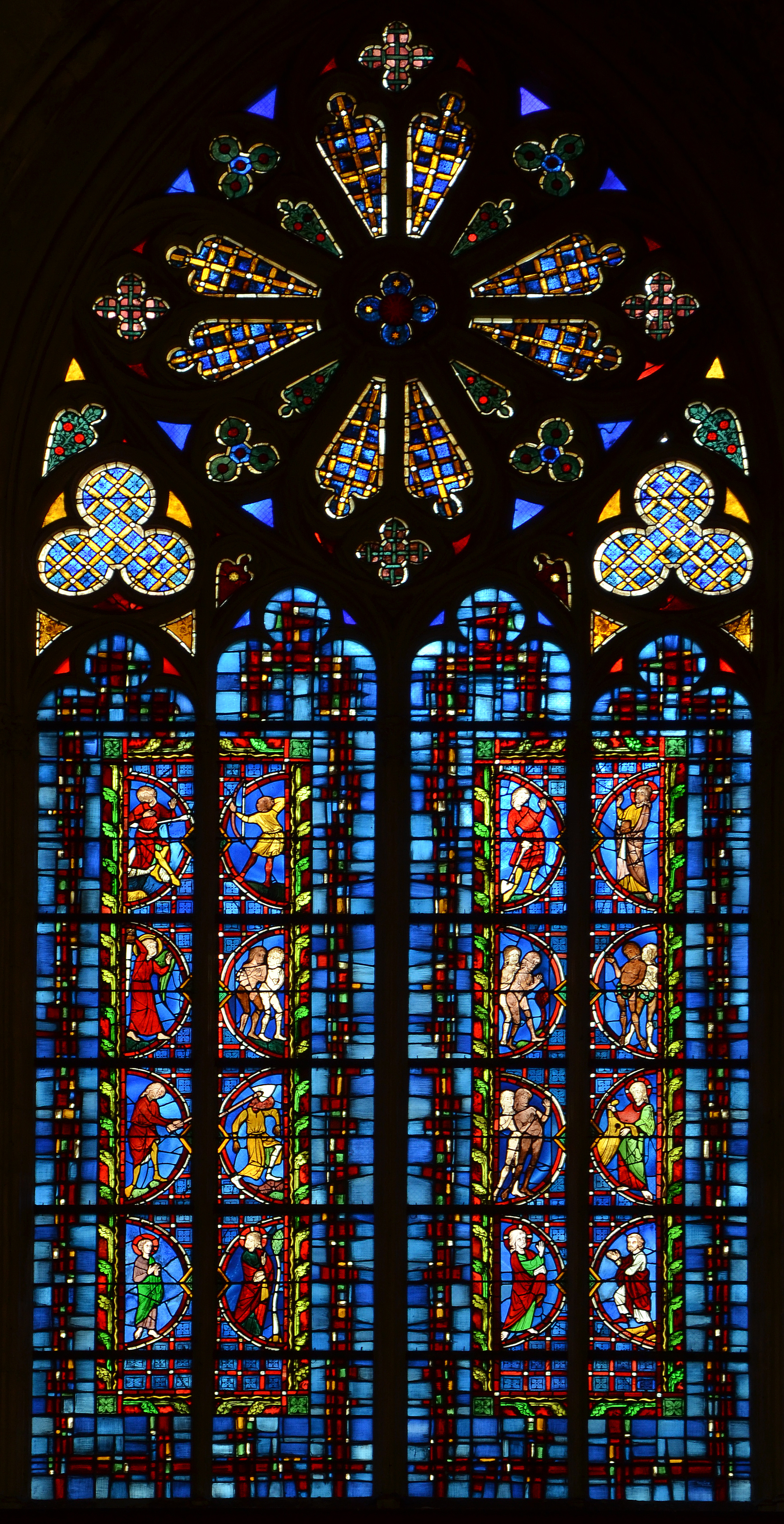
Vitrail du XIIIe siècle dans la chapelle Notre-Dame de Lourdes.
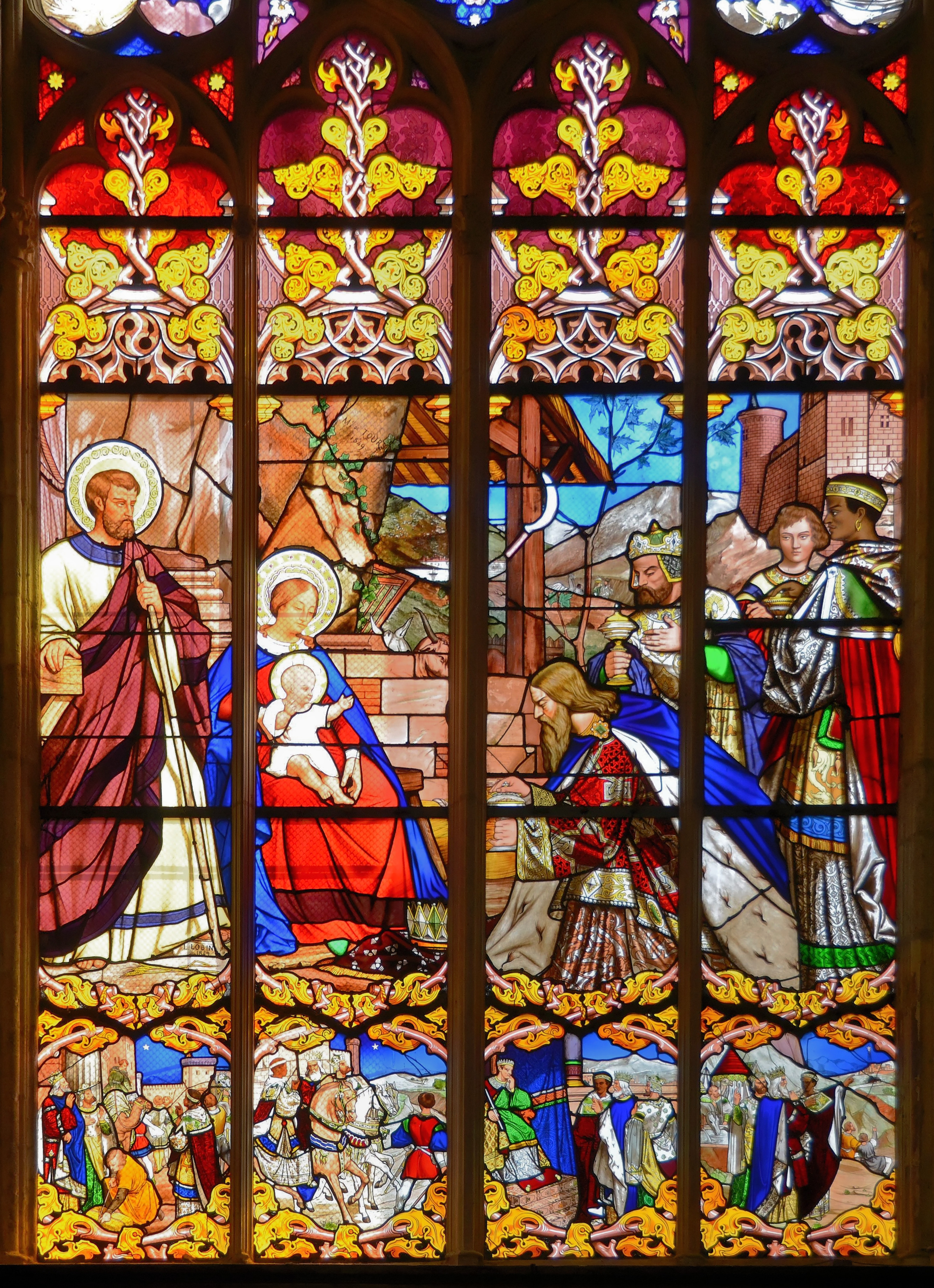
Vitrail de la chapelle Saint Joseph représentant l'Adoration des mages ainsi que les étapes précédant et suivant leur arrivée à Bethléem (XIXe siècle).
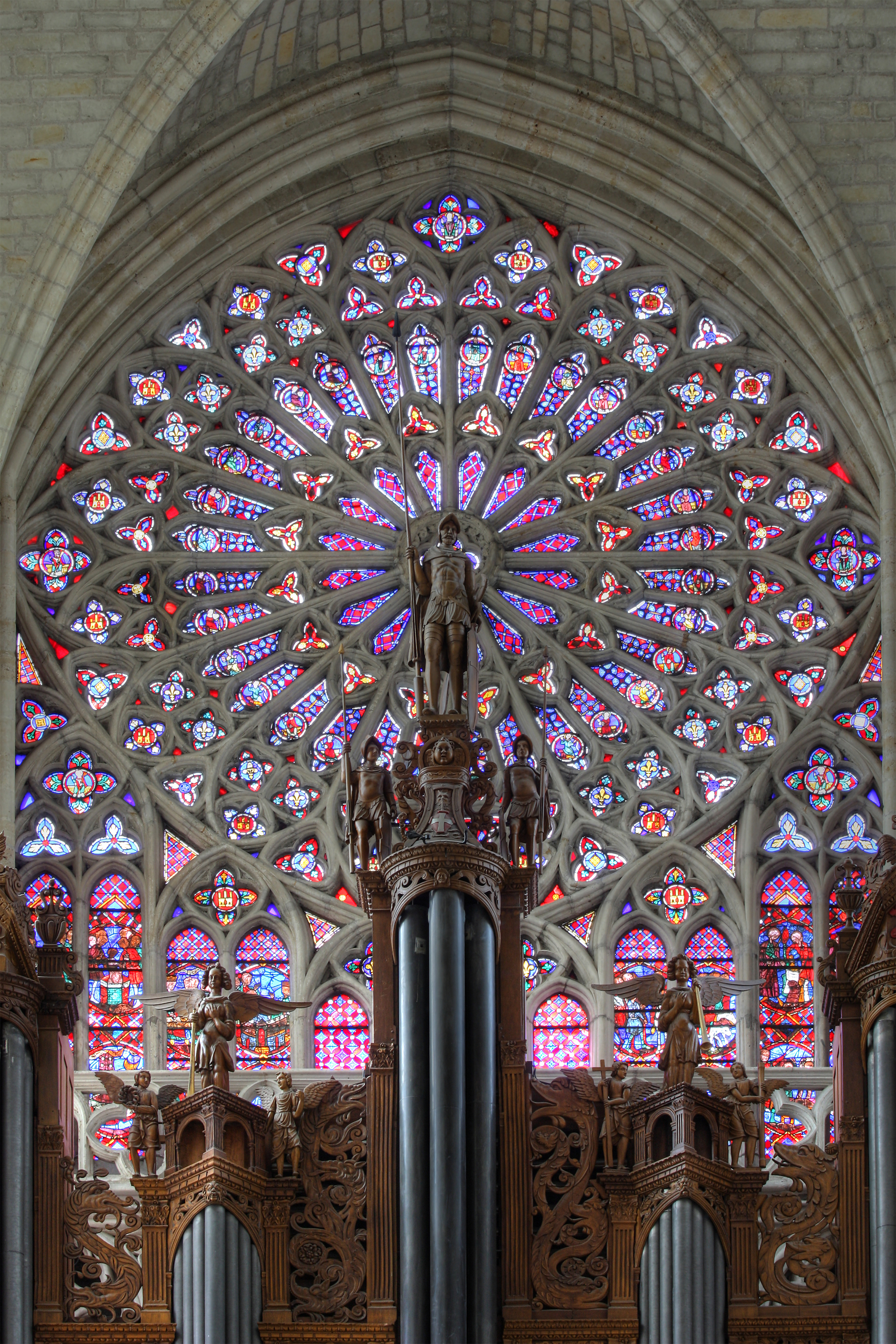
La rosace et les orgues.

## Mobilier

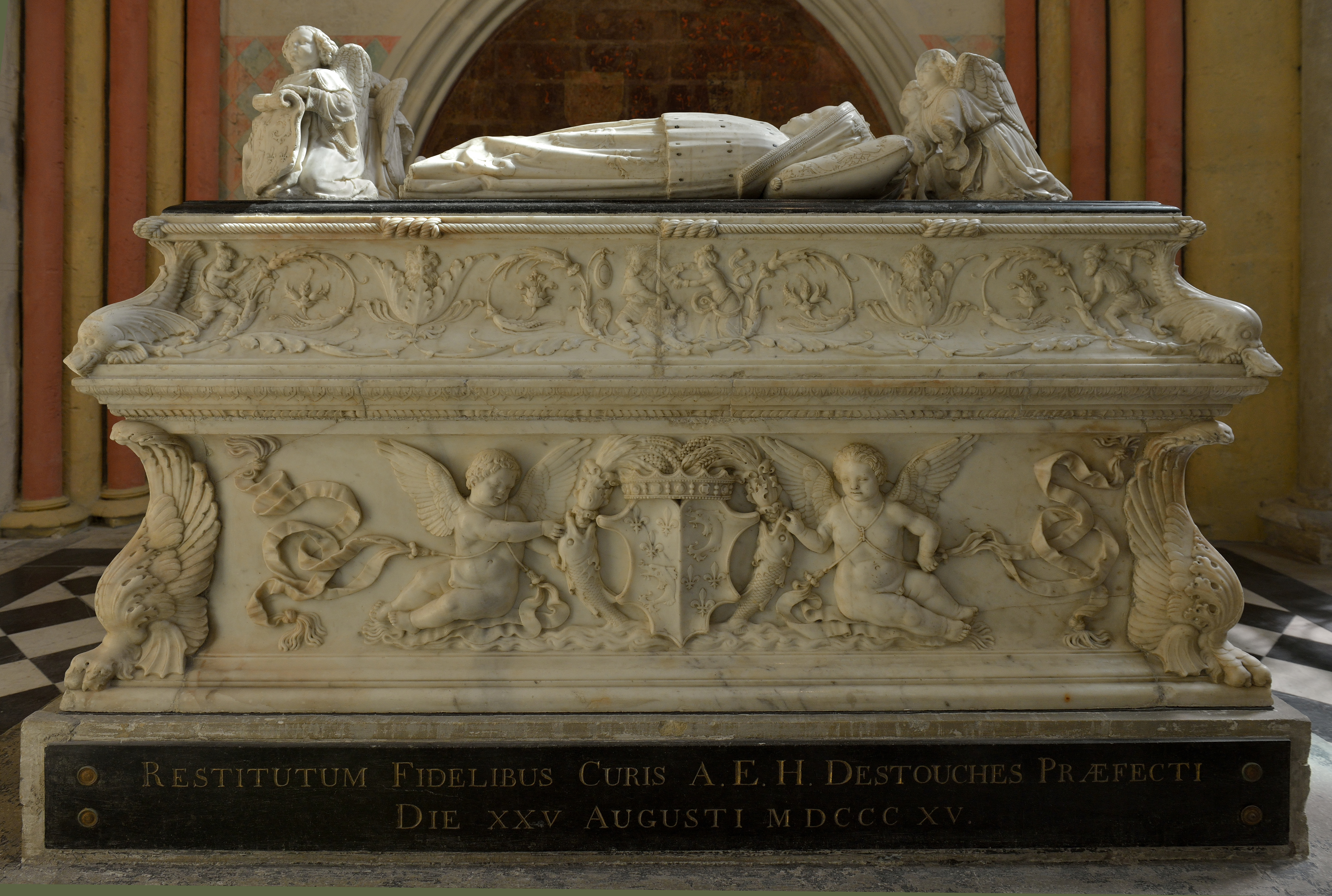
Tombeau des enfants de Charles VIII et Anne de Bretagne.

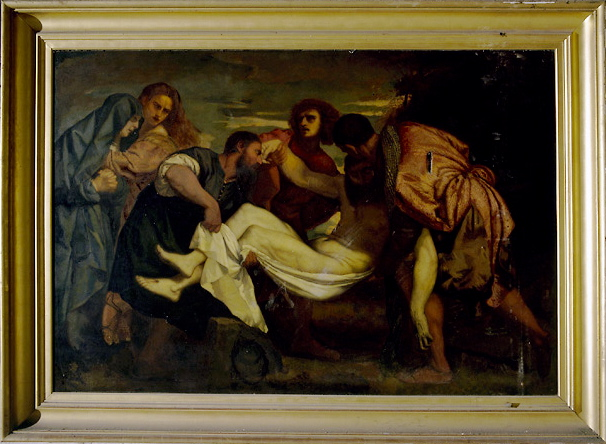
Tableau de la Mise au tombeau d'après celui du Titien qui se trouve au musée du Louvre (don de messieurs Goüin et Paul Mame en 1878).

On peut voir dans la cathédrale le tombeau de deux des enfants de Charles VIII et d'Anne de Bretagne, morts en bas âge. Ce tombeau, en marbre de Carrare, est de pur style Renaissance. Les deux gisants sont de l'école de Michel Colombe sur un soubassement, réalisé par l'Italien Girolamo Paciarotto, dit « Jérôme Pacherot », c'est-à-dire la même combinaison que pour le grand tombeau du duc François II de Bretagne à la cathédrale de Nantes, mais ici l’œuvre, toujours de grande qualité, est plus petite, plus modeste et l'intervention de Michel Colombe lui-même pas attestée. Ce monument se trouvait en 1506 dans la collégiale Saint-Martin avant d'être démantelé à la Révolution puis remonté en 1814 à Saint-Gatien où il est restauré une première fois en 1834.
La cathédrale possédait quatre tapisseries d'Aubusson du XVIIe siècle, classées aux Monuments historiques en 1892, volées dans la nuit du 27 au 28 mars 1903, par Alexandre Jacob :
- La Présentation au Temple,
- L'Adoration des Bergers,
- La Fuite en Égypte,
- Jésus au milieu des docteurs.

Depuis 2011, la cathédrale abrite un grand tabernacle du XVIIe siècle en chêne plaqué d'ébène et d'ivoire, ayant appartenu à une chartreuse, puis au carmel de Créteil qui l'a donné à l'État dans les années 1950. Il ornait depuis 1963 la chapelle du château de Chambord, mais le domaine désirait ne se remeubler qu'en objets liés à son histoire. Le tabernacle a été transféré et rénové à la cathédrale Saint-Gatien. Un soubassement et une grille de protection ont été ajoutés. Il est désormais exposé dans une des chapelles du déambulatoire.

### Polychromie des murs
La redécouverte de peintures murales dans la chapelle de la Vierge en 1873 et des sondages archéologiques menés en 1993 permettent de reconstituer l'histoire des peintures murales qui recouvraient l'intérieur de la cathédrale.
Les traces de peintures les plus anciennes indiquent que les murs furent entièrement recouverts d'une couche de chaux blanche. Une couche d'ocre jaune à faux-joints blancs recouvrait l'ensemble. Quelques lignes de peinture noire venaient souligner certaines modénatures.
À la fin du Moyen Âge la partie basse des colonnes fut recouverte de peinture rouge et verte à motifs floraux. Ce décor comportait vraisemblablement des applications métalliques. Clefs de voûte et départs d'ogives étaient peints en rouge, vert ou bleu. À l'époque moderne, des décors végétaux de couleur brune furent appliqués sur certaines surfaces. En 1787, afin d'éclaircir l'édifice, l'Italien Borrany repeint l'ensemble des murs, sans faux-joints. En 1844 eut lieu un nouveau blanchissage des murs avec faux-joints rouges.
Lors de la restauration du chœur en 1994, il fut décidé de restaurer, et parfois de rétablir, la polychromie la plus ancienne, à fond ocre et faux-joints clairs.

### Les orgues

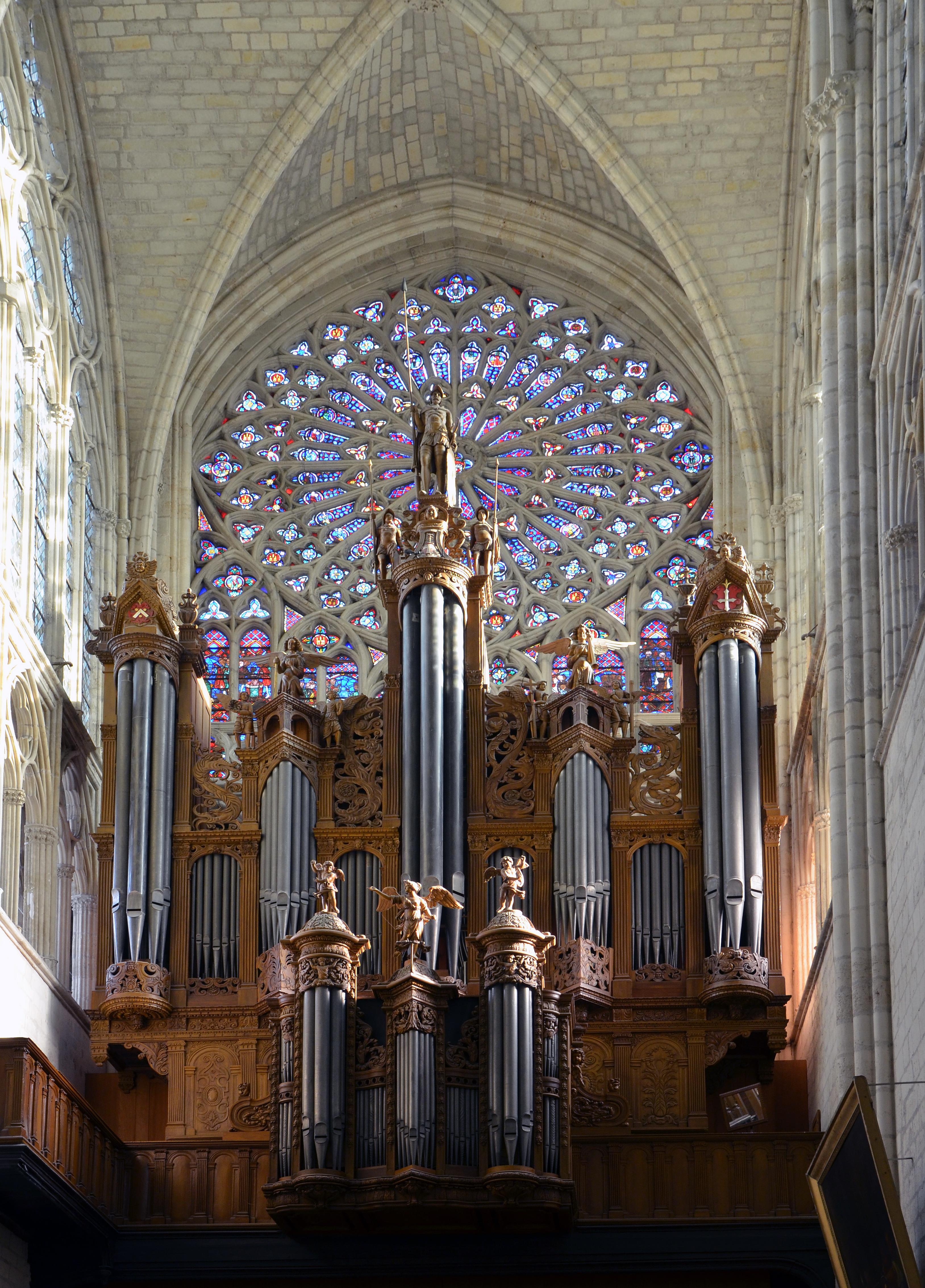
Les grandes orgues.

Le buffet d'orgues aurait été offert par l'archevêque Martin de Beaune au XVIe siècle mais cette tradition n'est pas documentée. Il est placé au fond du bras sud du transept sur une tribune en bois, comme celui de la Cathédrale du Mans.
Endommagé pendant les guerres de Religion, il a subi ensuite plusieurs restaurations et même au XVIIe siècle une véritable reconstruction, sans doute vers 1620. Le style du buffet actuel est d'ailleurs assez caractéristique de cette époque. Les nombres de jeux et de tuyaux sont inconnus.
Composition
| Positif 56 notes |
| Montre 8'        |
| Bourdon 8'       |
| Flûte 8' (D)     |
| Prestant 4'      |
| Flûte 4'         |
| Nazard 2' 2/3    |
| Doublette 2'     |
| Quarte 2'        |
| Tierce 1' 3/5    |
| Larigot 1' 1/3   |
| Cornet V         |
| Fourniture III   |
| Cymbale III      |
| Trompette 8'     |
| Hautbois 8'      |
| Cromorne 8'      |
| Voix humaine 8'  |
| Clairon 4'       |

| Grand-Orgue 56 notes |
| Montre 16'           |
| Bourdon 16'          |
| Montre 8'            |
| Bourdon 8'           |
| Viole de gambe 8'    |
| Prestant 4'          |
| Flûte 4'             |
| Grosse tierce 3' 1/5 |
| Nazard 2' 2/3        |
| Doublette 2'         |
| Quarte 2'            |
| Tierce 1' 3/5        |
| Flageolet 1'         |
| Grand cornet V       |
| Grande fourniture II |
| Fourniture IV        |
| Cymbale III          |
| Bombarde 16'         |
| Trompette 8'         |
| Clairon 4'           |

| Récit expressif 56 notes |
| Bourdon 8'               |
| Flûte harmonique 8'      |
| Gambe 8'                 |
| Voix céleste 8'          |
| Flûte octaviante 4'      |
| Octavin 2'               |
| Cornet V                 |
| Trompette 8'             |
| Basson-hautbois 8'       |
| Voix humaine 8'          |
| Clairon 4'               |

| Pédale 30 notes |
| Soubasse 32'    |
| Flûte 16'       |
| Flûte 8'        |
| Flûte 4'        |
| Bombarde 16'    |
| Trompette 8'    |
| Clairon 4'      |

### Les cloches
La tour Sud (celle de droite) abrite une sonnerie de 4 cloches de volée.
- Christus (bourdon) : Do 3 - 1.900 kilos, fondu en 1749 par Nicolas Mutel et Nicolas Barret
- Maurice : Ré 3 - 1.350 kilos, fondu en 1864 par Bollée père et fils, fondeurs au Mans
- Gatien : Mi 3 - 980 kilos, fondu en 1864 par Bollée père et fils, fondeurs au Mans
- Martin : Si bémol 3 - 310 kilos, fondu au XIVe siècle

« Christus » provient de l’Abbaye Saint-Paul située à Cormery, située à 20 km au sud-est de Tours.
La population de Cormery est mobilisée : la loi du 13 juillet 1793 impose aux communes de ne conserver qu’une seule cloche pour sonner le tocsin en cas d’incendie. Or, Cormery en dispose encore de deux : la cloche sans nom de l’église paroissiale et la cloche « Christus ».
Le 5 mars, le préfet envoie une équipe d’ouvriers descendre « Christus » de la tour de l’Abbaye. Le maire refuse toute aide et les ouvriers se retirent. « Christus » est la dernière des 7 cloches de l’abbaye qui subsiste ; elle est la plus grosse du département, la fierté des Cormeriens.
L’indignation de la population et leur révolte empêche le démontage de la cloche décidé par le préfet. Elle sera précipitée sur le sol dans un fracas épouvantable lorsque les habitants coupent les cordes. Mais la cloche n’est pas brisée ; alors les femmes la couchent sur le côté et la roulent jusqu’au pied de l’église Notre-Dame de Fougeray (église paroissiale de Cormery, située à 400 mètres de l’abbaye).
Le 6 avril le préfet menace de mesures administratives et même judiciaires la municipalité et les habitants, si la cloche n’est pas rendue. La population découragée cède et « Christus » est transféré dans la tour Sud de la cathédrale de Tours en 1807.

## Autres lieux

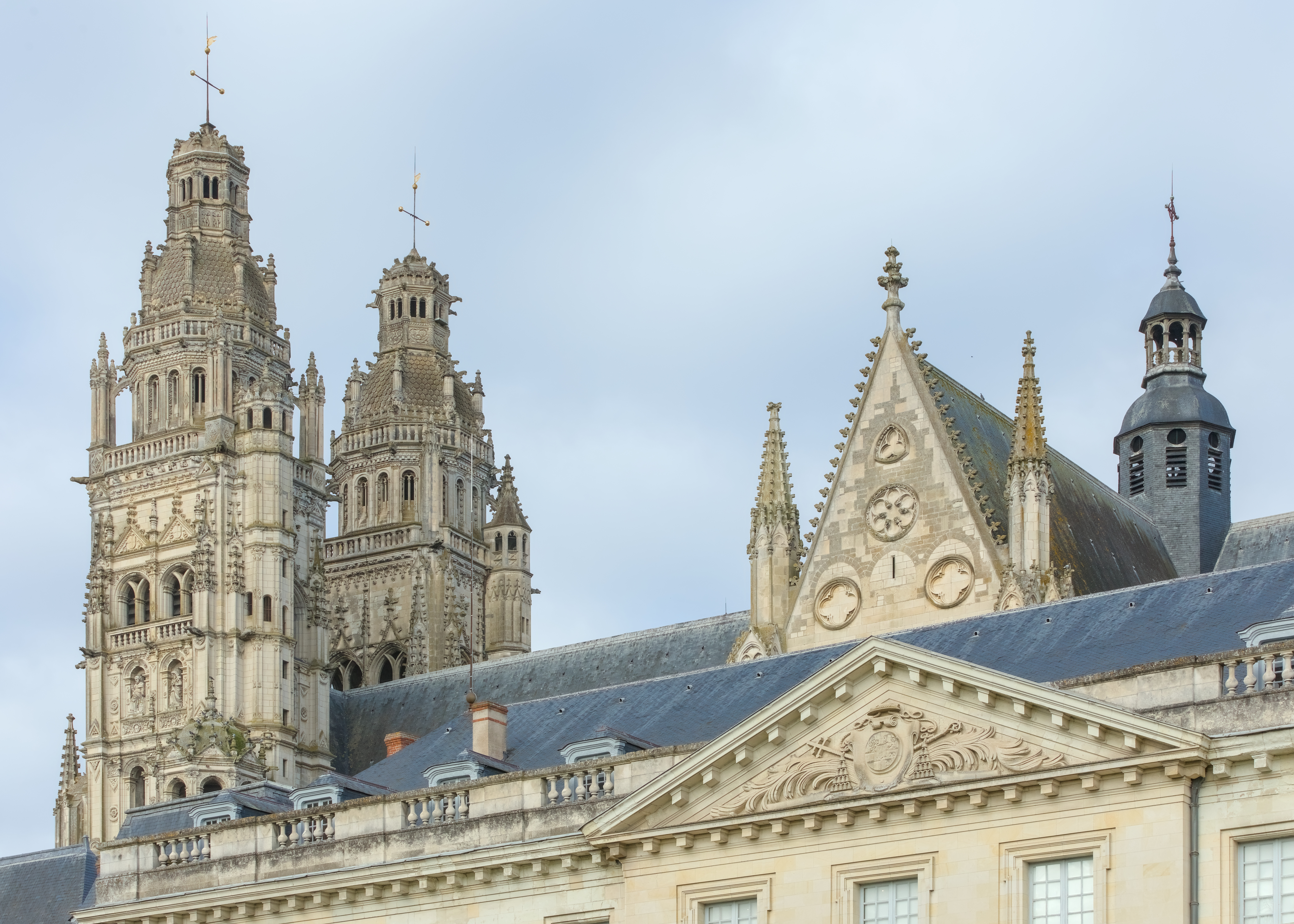
Les tours de la cathédrale et le fronton du palais des Archevêques, vus depuis le jardin du musée des Beaux-Arts.

Au nord de la cathédrale se trouve un cloître, également d'époque Renaissance, classé au titre des monuments historiques par la liste de 1889. Ce cloître porte le nom de « cloître de la Psalette », en référence à sa fonction d'école des psaumes (chants religieux).
Encore plus au nord (environ 350 m), les vestiges de thermes Gallo-Romains découverts lors des fouilles de 1974-78, sous les fondations originelles du Château de Tours dont la tour de Guise (XIIIe siècle), du nom du jeune duc qui s'en échappa en 1591, est notamment conservée.
Au sud de la cathédrale, l'ancien palais de l'archevêque, bâti au début XVIIIe siècle, est depuis le Musée des Beaux-Arts de Tours.